# Панчаджана
Панчаджана (санскр. Pañcajana) — в индийской мифологии имя демона, жившего в море в образе «шанкхи» (раковины).
Панчаджана похитил сына у Сандипани, обучавшего Кришну обращению с оружием. Кришна отнял мальчика, убил демона, а из раковины (Панчаджанья; санскр. Pâñcajanya) сделал себе рог (конх).